# The Cure Play Out
Pour l’article homonyme, voir Play-out.
The Cure Play Out est un documentaire musical du groupe The Cure réalisé par Peter Fowler et sorti en VHS en décembre 1991.

La vidéo, découpée en sept parties, montre des extraits de concerts ou de passages à la télévision au début de l'année 1991, tels le concert donné sous le nom de Five Imaginary Boys le 17 janvier, le MTV Unplugged ou la remise du prix du meilleur groupe britannique de l'année lors des Brit Awards 1991. De nombreuses séquences montrent le groupe en coulisses.
Plusieurs chansons (Wendy Time, The Big Hand, Away et A Letter to Elise) sont alors inédites et n'apparaîtront pour la première fois sur disque que dans l'album Wish en 1992 ou en face B de singles.
En novembre 2022, dans la foulée de la réédition remastérisée de Wish, le groupe publie le documentaire en haute définition et rallongé d'une dizaine de minutes sur sa chaîne You Tube,.

## Listes des titres
Day One: T&C II Club, Londres, 17 janvier 1991
- Wendy Time (soundcheck)
- The Big Hand
- Away
- Let's Go to Bed
- A Strange Day
- 10:15 Saturday Night (sur la version 2022)
- Killing an Arab (sur la version 2022)

Note : Away est la première mouture du titre Cut qui apparaît sur l'album Wish.
Day Two: Wembley Arena, Londres, The great british music weekend, 19 janvier 1991
- Pictures of You
- Fascination Street
- Lullaby
- A Forest

Day Three: The Jonathan Ross Show, 23 janvier 1991
- Harold and Joe

Day Four: Répétitions, E. Zee hire studio, Londres, 22 janvier 1991
- The Blood
- The Walk

Day Five: MTV Unplugged, 24 janvier 1991
- Just Like Heaven
- A Letter to Elise
- If Only Tonight We Could Sleep
- Boys Don't Cry

Day Six: Dominion Theatre, Londres, répétitions pour les Brit Awards, 9 février 1991
Day Seven: Dominion Theatre, Londres, Brit Awards, 10 février 1991
- Never Enough

## Musiciens
- Robert Smith: chant, guitares, kazoo
- Simon Gallup: basse
- Porl Thompson: guitares, claviers, kazoo
- Perry Bamonte: guitares, xylophone, piano jouet, basson
- Boris Williams: batterie, percussions, kazoo